# One Night in Bangkok
"One Night in Bangkok" er en sang fra konceptalbummet og den efterfølgende musical Chess af Tim Rice, Benny Andersson og Björn Ulvaeus fra 1984. Den britiske sanger og skuespiller Murray Head rapper versene, mens omkvædet bliver sunget af den svenske sanger, sangskriver og producer Anders Glenmark.
Nummeret toppede hitlisterne i mange lande, inklusive Sydafrika, Vesttyskland, Schweiz, Danmark og Australien. Den toppede som nummer 3 i både Canada og USA i maj 1985, og som nummer 12 på den britiske hitliste.
Sangen er siden blev indspillet i en række coverversioner af bl.a. Robey, C21 og Vinylshakerz.

## Spor
7" single
1. "One Night in Bangkok" – 3:54
2. "Merano" by The London Symphony Orchestra & The Ambrosian Singers – 7:08

12" maxi
1. "One Night in Bangkok" – 5:38
2. "Merano" by The London Symphony Orchestra & The Ambrosian Singers – 7:08

## Hitlister
| Hitliste (1984–1985)                             | Højeste placering |
| ------------------------------------------------ | ----------------- |
| Australia (Kent Music Report)                    | 1                 |
| Østrig (Ö3 Austria Top 40)                       | 2                 |
| Belgien (Ultratop 50 Flanderen)                  | 1                 |
| Canada Adult Contemporary (RPM)                  | 1                 |
| Canada Top Singles (RPM)                         | 3                 |
| Europe (Eurochart Hot 100)                       | 1                 |
| Finland (Suomen virallinen lista)                | 1                 |
| Frankrig (SNEP)                                  | 2                 |
| Irland (IRMA)                                    | 7                 |
| Holland (Dutch Top 40)                           | 2                 |
| Holland (Single Top 100)                         | 1                 |
| New Zealand (RIANZ)                              | 2                 |
| Norge (VG-lista)                                 | 3                 |
| Poland (LP3)                                     | 7                 |
| South Africa (Springbok Radio)                   | 1                 |
| Spain (AFYVE)                                    | 1                 |
| Sverige (Sverigetopplistan)                      | 3                 |
| Schweiz (Schweizer Hitparade)                    | 1                 |
| Storbritannien Singles (Official Charts Company) | 12                |
| US Billboard Hot 100                             | 3                 |
| US Billboard Hot Black Singles                   | 89                |
| US Billboard Hot Dance/Disco                     | 5                 |
| US Billboard Hot Dance Music/Maxi-Singles Sales  | 8                 |
| US Billboard Adult Contemporary                  | 35                |
| US Cash Box                                      | 4                 |
| Vesttyskland (Official German Charts)            | 1                 |

| Hitliste (1985)                   | Placering |
| --------------------------------- | --------- |
| Australia (Kent Music Report)     | 15        |
| Austria (Ö3 Austria Top 40)       | 13        |
| Belgium (Ultratop 50 Flanders)    | 12        |
| Canada Top Singles (RPM)          | 17        |
| France (SNEP)                     | 25        |
| Netherlands (Dutch Top 40)        | 33        |
| Netherlands (Single Top 100)      | 29        |
| South Africa (Springbok Radio)    | 2         |
| Switzerland (Schweizer Hitparade) | 8         |
| US Billboard Hot 100              | 54        |
| US Cash Box                       | 42        |

## Robeys version
Allerede mens Heads udgave af "One Night in Bangkok" var begyndt at komme ind på Billboard Hot 100, så indspillede den canadiske skuespiller og sanger Robey sangen, og fik den på hitlisten i sin egen version. Den tilbragte tre uger på den amerikanske singlehitliste i marts 1985 toppede som nummer 77. Robey's version fared even better on the Billboard Hot Dance Club Play chart, peaking at No. 5.

### Hitlister
| Hitliste (1985)                                 | Højeste placering |
| ----------------------------------------------- | ----------------- |
| US Billboard Hot 100                            | 77                |
| US Billboard Hot Dance Club Play                | 9                 |
| US Billboard Hot Dance Music/Maxi-Singles Sales | 45                |
| US Cash Box                                     | 75                |

## C21's version
Det danske boyband C21 udgav deres version af "One Night in Bangkok" i 2003, som den fjerde og sidste single fra deres selvbetitlede debutalbum. Den toppede som nummer 11 på Tracklisten.
| Hitliste (2003)        | Højeste placering |
| ---------------------- | ----------------- |
| Danmark (Track Top-40) | 11                |

## Vinylshakerz' version
Den tyske gruppe Vinylshakerz udgav et remix af sangen i 2005, som førstesingle fra deres debutalbum Very Superior. Den blev et hit i flere europæiske lande, og kom på hitlisterne i Østrig, Belgien, Finland, Holland, Schweiz og yskalnd.

### Hitlister
| Hitliste (2005)                   | Højeste placering |
| --------------------------------- | ----------------- |
| Østrig (Ö3 Austria Top 40)        | 41                |
| Belgien (Ultratip Flanderen)      | 8                 |
| Belgien (Ultratip Wallonien)      | 14                |
| Finland (Suomen virallinen lista) | 6                 |
| Tyskland (Official German Charts) | 26                |
| Holland (Single Top 100)          | 53                |
| Schweiz (Schweizer Hitparade)     | 87                |